# Schönwald im Schwarzwald

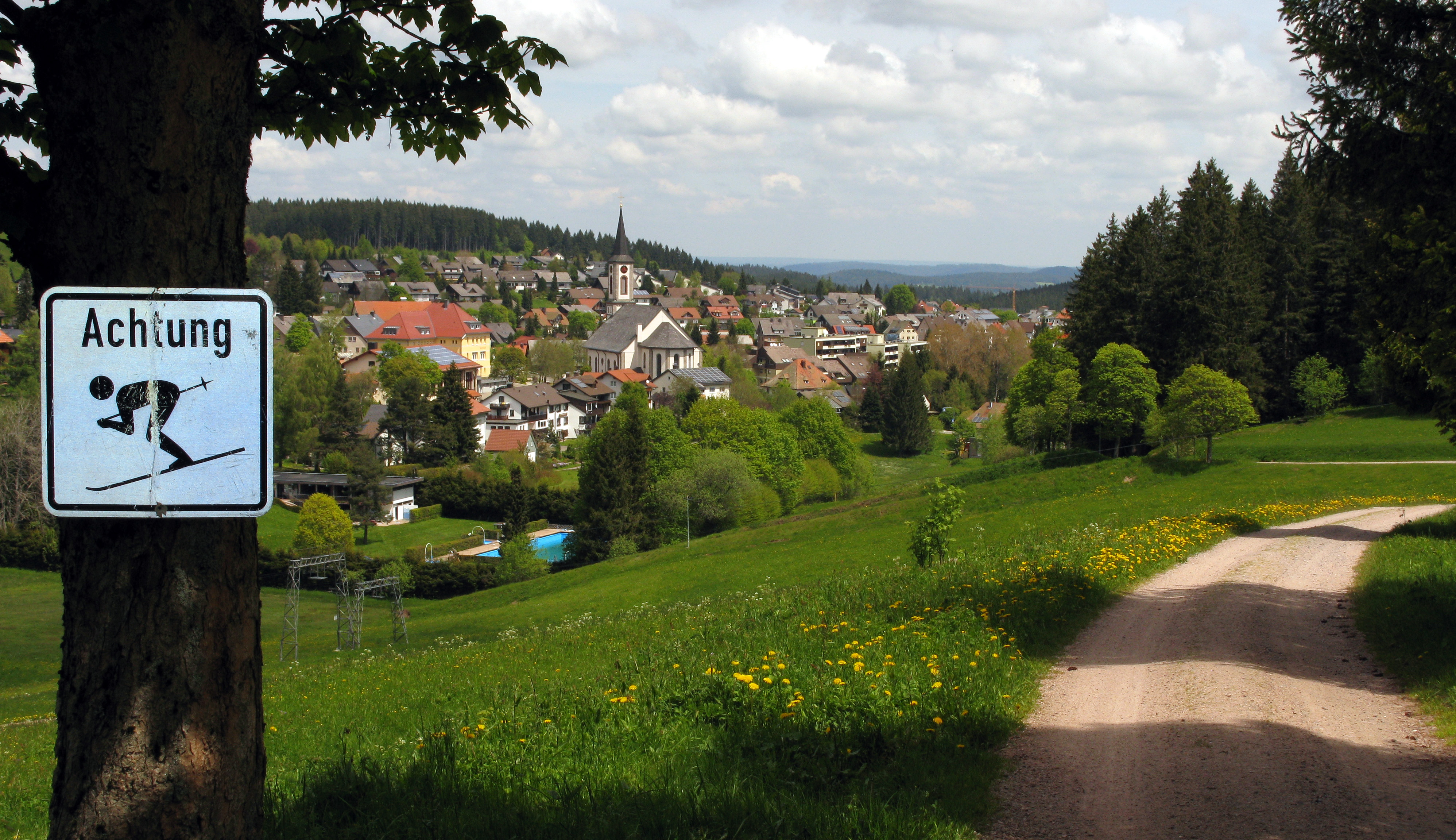
Schönwald im Schwarzwald mit St. Antonius

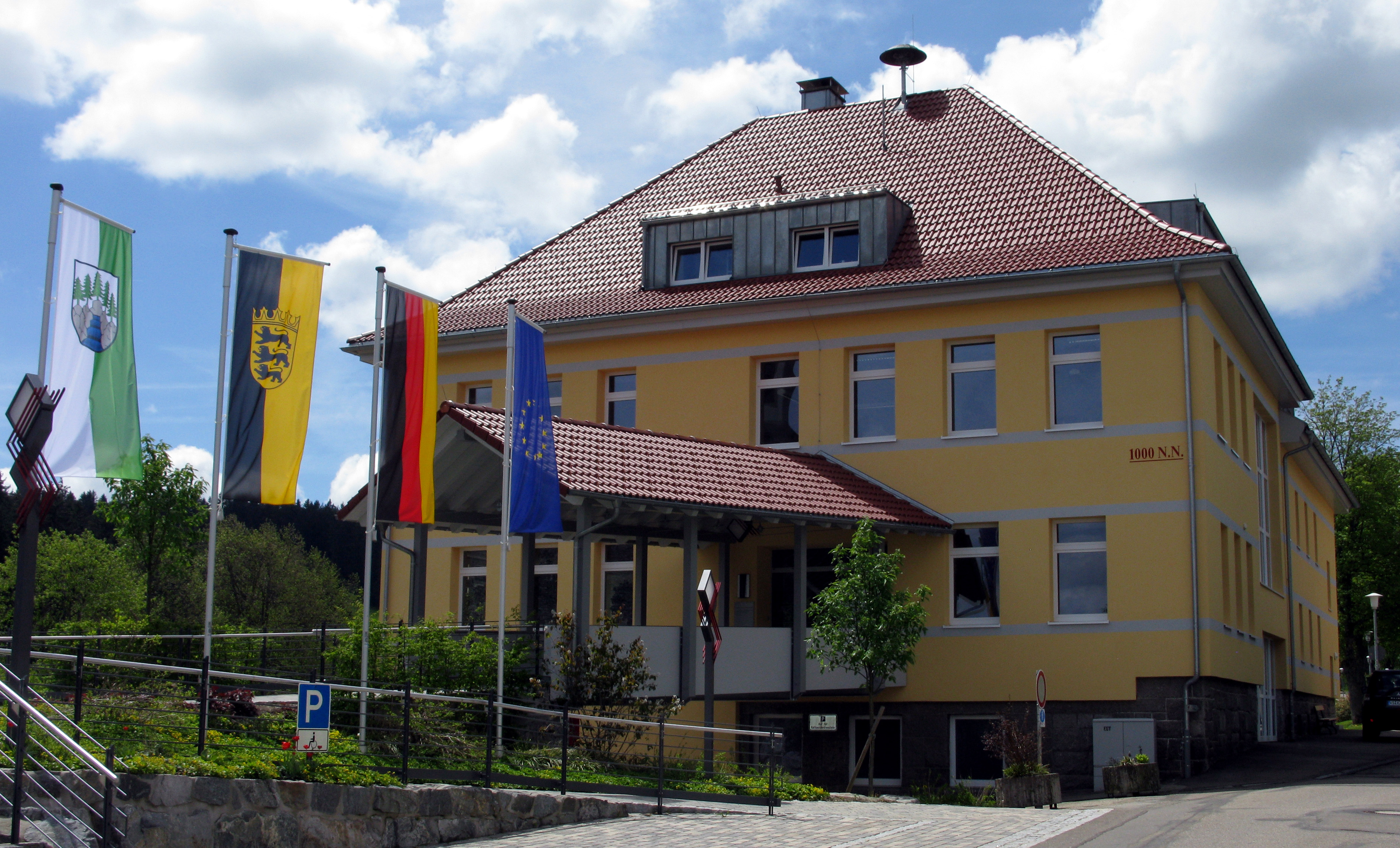
Rathaus

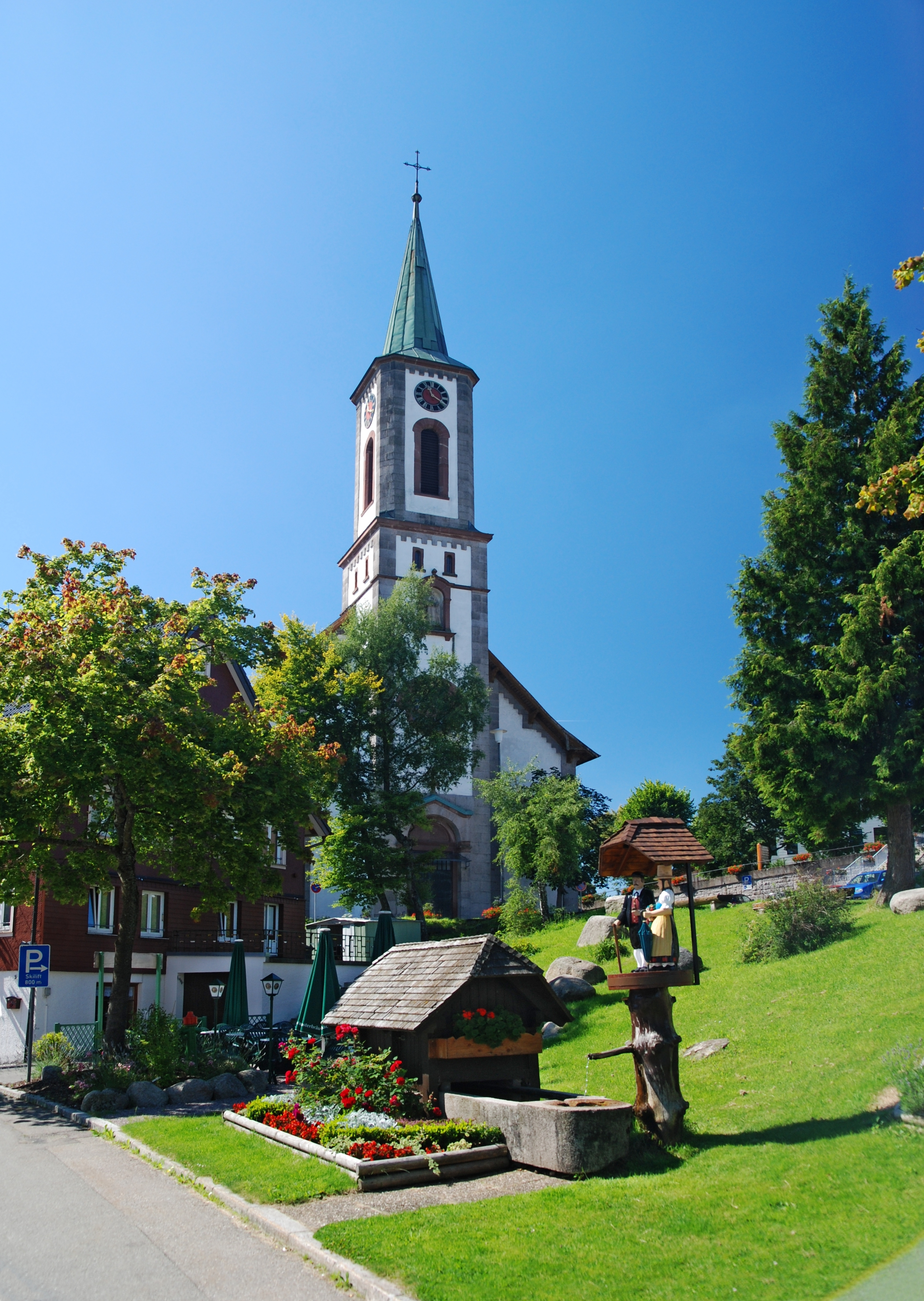
St. Antonius in Schönwald

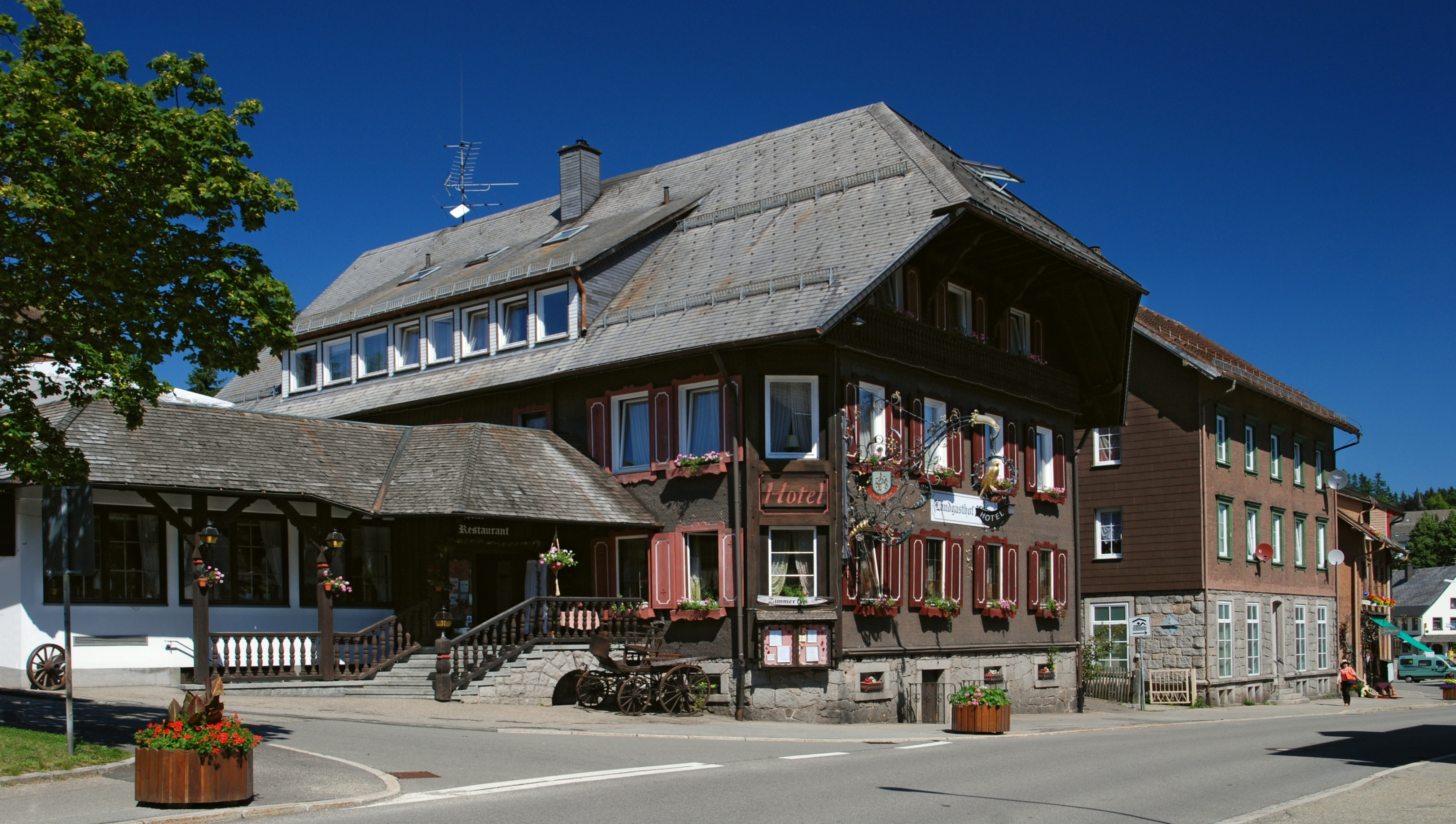
Ehemaliger Landgasthof Falken in Schönwald (2007)

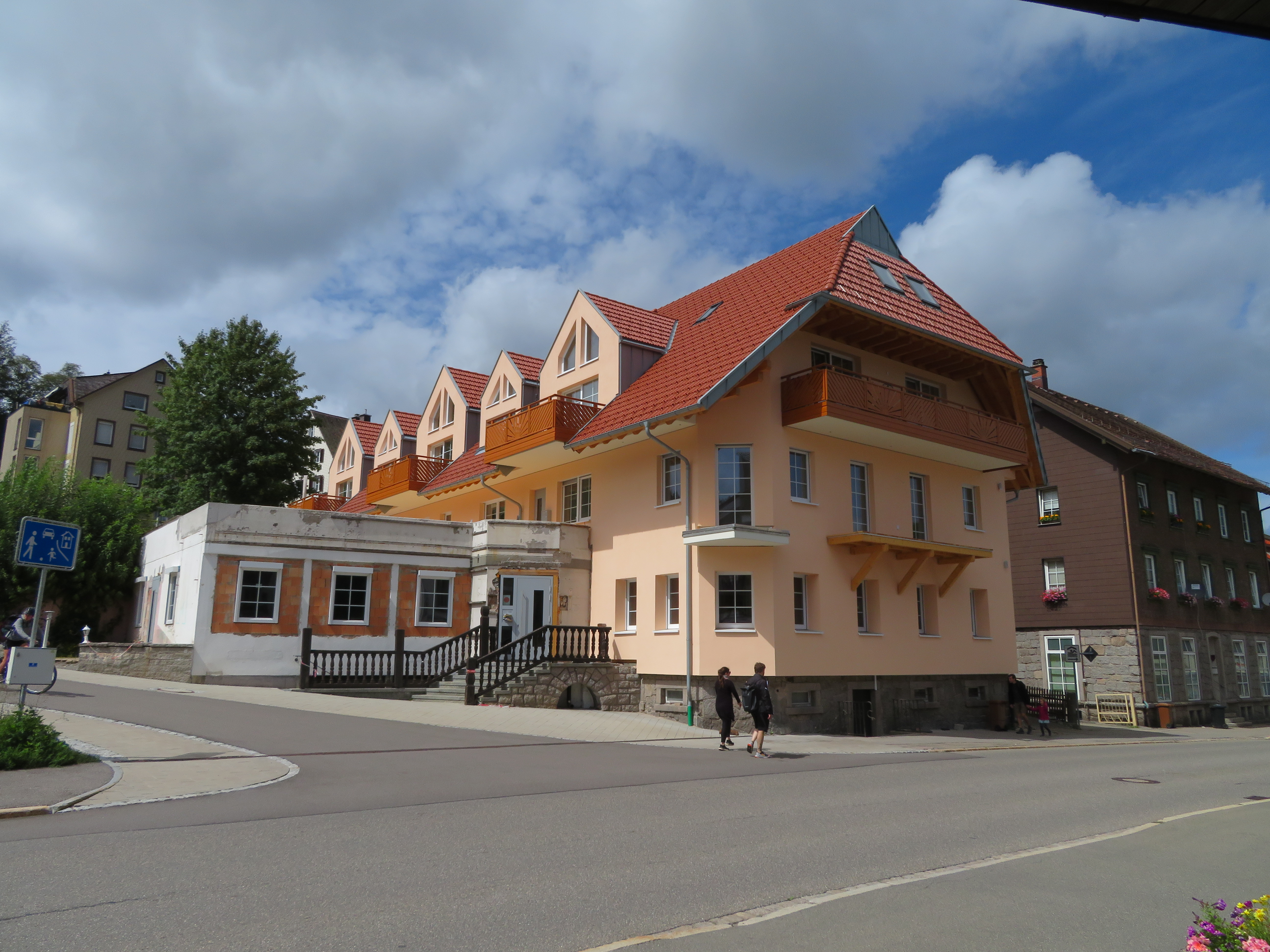
Ehemaliger Landgasthof Falken in Schönwald (2021)

Schönwald im Schwarzwald ist eine Gemeinde in Baden-Württemberg und gehört zum Schwarzwald-Baar-Kreis.

## Geographie

### Geographische Lage
Der staatlich anerkannte Heilklimatische Kurort Schönwald liegt in einem Hochtal im mittleren Schwarzwald zwischen Triberg und Furtwangen. Mit einer Höhenlage von etwa 1000 m über dem Meeresspiegel gehört Schönwald zu den höchstgelegenen geschlossenen Ortslagen in Deutschland. Das umgebende Hochtal ist in sechs teilweise weitläufige Mulden gegliedert, die von Wiesen, Weiden und Einzelhöfen typischer Schwarzwälder Bauart geprägt sind. Die Bäche sammeln sich in der Gutach, die etwa 3 Kilometer nordöstlich des Ortes die Triberger Wasserfälle bildet. Ähnlich nah liegt westlich die Bregquelle, die als Hauptquelle der Donau gilt.

### Nachbargemeinden
Die Gemeinde grenzt im Norden an Schonach, im Osten an die Stadt Triberg, im Süden an die Stadt Furtwangen und im Westen an Simonswald im Landkreis Emmendingen.

### Gemeindegliederung
Zur Gemeinde Schönwald im Schwarzwald gehören das Dorf Schönwald im Schwarzwald, die Zinken Baslertal, Bei der Escheck (Neue Welt), Farnberg, Fuchsbach, Guten, Hölltal, Mosenberg, Mühleberg, Ob der Kirch, Oberort, Prisen, Schönbächle, Schwarzenbach und Weißenbach, die Höfe Farnbauer, Holzhof, Tiefenbach (Ober), Tiefenbach (Unter) und Wittenbach (Haldenmathis) und die Häuser Auf’m Bühl, Brand, Bux, Ecke (Eckhöfle), Im Loch, Korallenhäusle, Küferhäusle, Leibereck, Prisenhäusle, Sägloch, Schaiben, Schwarzenmoos, Ste(ö)renberg, Strasswald, Viertel, Vogte und Wunderle.

### Schutzgebiete
In Schönwald liegen die Naturschutzgebiete Blindensee, Elzhof, Birglirain und Rohrhardsberg-Obere Elz. Zudem hat Schönwald Anteile an den Landschaftsschutzgebieten Triberger Wasserfälle und Prisenbach, Rohrhardsberg-Obere Elz und Schwarzenbachtal sowie an den FFH-Gebieten Schönwälder Hochflächen und Rohrhardsberg, Obere Elz und Wilde Gutach und am Vogelschutzgebiet Mittlerer Schwarzwald. Schönwald liegt zudem im Naturpark Südschwarzwald.

## Politik

### Verwaltungsverband
Die Gemeinde gehört dem Gemeindeverwaltungsverband Raumschaft Triberg an. Dieser besteht aus der Stadt Triberg und den Gemeinden Schonach und Schönwald.

### Gemeinderat
Die Gemeinderatswahlen vom 9. Juni 2024 und 26. Mai 2019 brachten folgende Ergebnisse:
| Partei / Wählergemeinschaft | 2024          | 2024  |               | 2019  | 2019 |
| Partei / Wählergemeinschaft | Stimmenanteil | Sitze | Stimmenanteil | Sitze |      |
| BLS (Bürgerliste Schönwald) | 92,15 %       | 11    |               |       |      |
| CDU                         | -             | -     | 41,4 %        | 5     |      |
| Freie Wähler/Freie Liste*   | -             | -     | 38,8 %        | 5     |      |
| SPD                         | 7,85 %        | 1     | 19,9 %        | 2     |      |

* Die Freie Liste Schönwald trat bei der Gemeinderatswahl 2014 als Freie Wähler Schönwald an.

### Vögte und Bürgermeister
(Quelle:)
- 1608–1637: Mathis Lupfer
- 1637–1669: Jacob Kaltenbach
- 1680–1707: Lorenz Mark
- 1707–1710: Thomas Winterhalter
- 1710–1736: Jacobus Kuner, (Präfekt-Obervogt)
- 1736–1745: Franciscus Mark
- 1745–1760: Johann Kuner, (Sohn des Jacobus Kuner)
- 1760–1777: Johann Michael Kaltenbach
- 1777–1894: Jacob Kern
- 1794–1816: Anton Dold, (Stabhalter)
- 1816–1816: Mathä Dold, (Verschollen in Russland)
- 1816–1824: Alois Fehrenbach
- 1824–1839: Joseph Kienzler, (Letzter Vogt)
- 1839–1845: Konstantin Schildecker, (Erster Bürgermeister)
- 1845–1848: Joseph Kienzler
- 1848–1849: Joseph Ketterer
- 1849–1852 Fidel Hummel
- 1852–1858: Joseph Scherer
- 1858–1859: Klemens Kaltenbach
- 1859–1864: Eugen Walter
- 1864–1865: Jacob Siegwart
- 1865–1868: Joseph Ketterer
- 1868–1869: Klemens Kaltenbach
- 1869–1896: Joseph Kienzler
- 1896–1928: Gustav Ketterer, (Accisor)
- 1928–1937: Otto Hilser
- 1937–1938: Eduard Grieshaber, (NSDAP Politiker)
- 1938–1941: Johann Burkhard, (Vermisst in Russland)
- 1941–1942: Friedrich Scherzinger
- 1942–1945: Hermann Göppert
- 1945–1945: Joseph Dorer
- 1945–1961: Friedrich Merkle
- 1945–1948: Carl-Joseph Wehrle, (1. Beigeordneter)
- 1948–1965: Karl Raimund Wehrle, (Bürgermeister-Stellvertreter)
- 1961–1981: Emil Rimmele, (Polizeiobermeister)
- 1965–1968: Karl Dold
- 1968–1971: Gebhard Fehrenbach
- 1971–1975: Karl Dold
- 1975–1980: Gebhard Fehrenbach
- 1980–1984: Eugen Feiertag
- 1981–2013: Hans-Georg Schmidt
- Seit 2013: Christian Wörpel (2020 mit 94,26 % wiedergewählt)[7]

### Wappen
| Wappen der Gemeinde Schönwald im Schwarzwald | Blasonierung: „In Silber (Weiß) auf grünem Fünfberg fünf grüne Tannen mit schwarzem Stamm; vom Fuß des obersten Berges fließt eine blaue Kaskade herab.“ |
| Wappen der Gemeinde Schönwald im Schwarzwald | Wappenbegründung: Das Wappen spielt auf den Namen und die Lage des Ortes im Schwarzwald an. Es ist nach den Wünschen der Gemeinde 1901 vom Generallandesarchiv in Zeichnung und Farben festgelegt worden, wobei dafür das Siegelbild zugrunde gelegt wurde. Die Gemeinde führte erst seit dem 19. Jahrhundert eigene Siegel. Die Huldigungsliste von 1811 besiegelten noch die Stadt und das Obervogteiamt Triberg, dem die Gemeinde angehörte. Die Gemeindesiegel zeigen einen steilen, von sieben Tannen bestandenen Berg, vor dem fünf nicht eindeutig bestimmbare Bäume aufgereiht sind. In einem seit etwa 1880 gebrauchten Farbstempel wird der Berg mit einem von halber Höhe herabfließenden Bach gezeichnet. |

### Gemeindepartnerschaften
Schönwald unterhält partnerschaftliche Beziehungen zu Bourg-Achard in der Normandie in Frankreich.

## Kultur und Sehenswürdigkeiten
Schönwald liegt an der Deutschen Uhrenstraße, die an vielen Sehenswürdigkeiten vorbeiführt.
Wenn es die Schneelage zulässt, findet jährlich am Dobel-Skilift ein Rennen auf traditionellen Schwarzwälder Hornschlitten statt. 

### Bauwerke
Die Gutenkapelle wurde vom Schneidermeister Engelbert Hummel zum Dank dafür erbaut, dass seine Familie im Zweiten Weltkrieg verschont blieb. In der näheren Umgebung der Stadt, an der Kreisstraße K 5728 Schönwald–Villingen, befindet sich der Triberger Galgen.

### Sehenswertes
- Kurpark SchönwaldAdlersprungschanze
- Skirollerstrecke
- Mattenschanzen

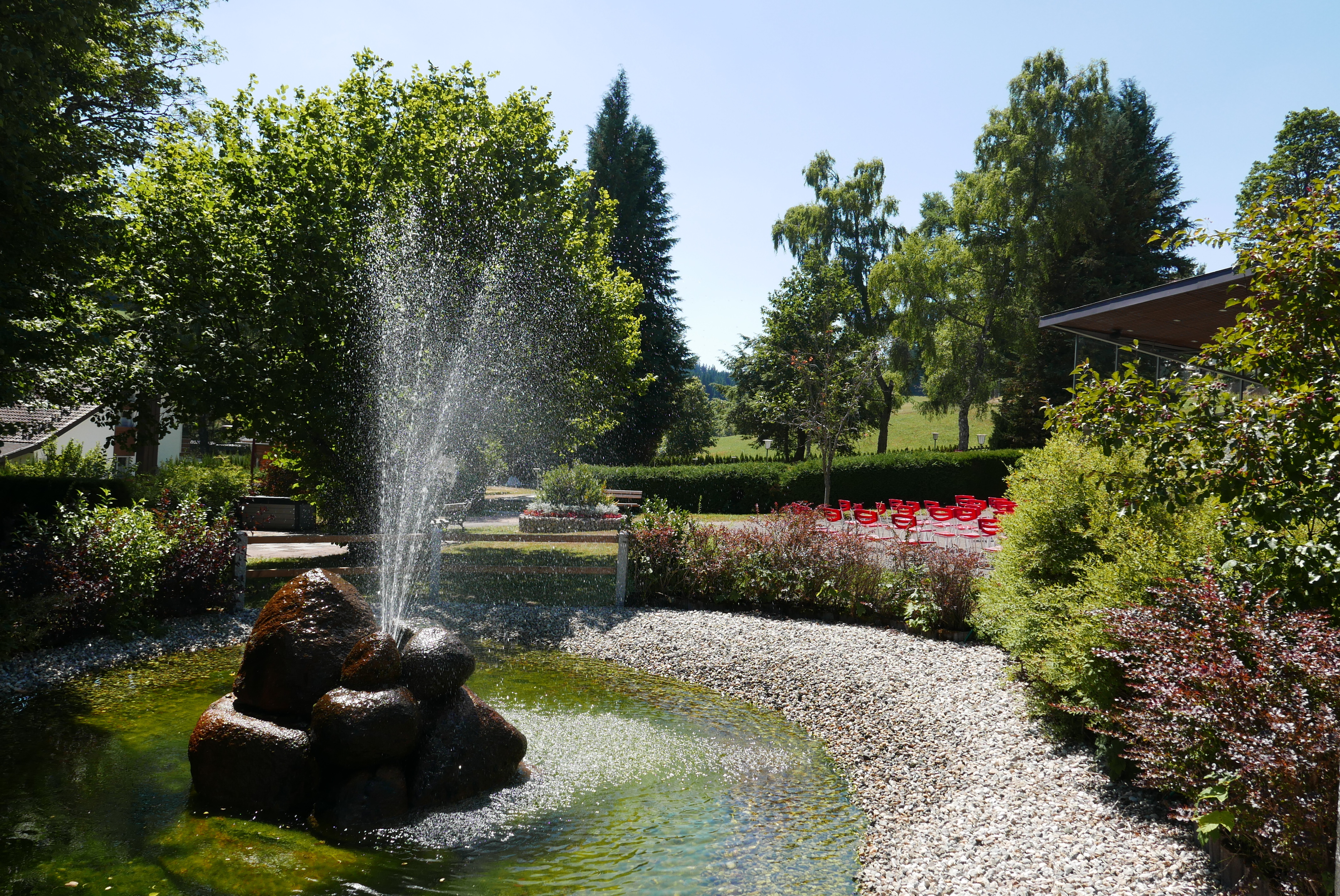
Kurpark Schönwald

- Naturschutzgebiete Rohrhardsberg und Blindensee
- Kulturdenkmal Reinertonishof
- Bühlhof
- Denkmal „Geburtsort der Kuckucksuhr“

## Wirtschaft und Infrastruktur
Der Ort ist ein Fremdenverkehrsort mit etwa 4.000 Gästebetten. Nach Aussage der Arbeitsgemeinschaft Deutsche Uhrenstraße gilt der Ort als Geburtsort der Kuckucksuhr.

### Verkehr

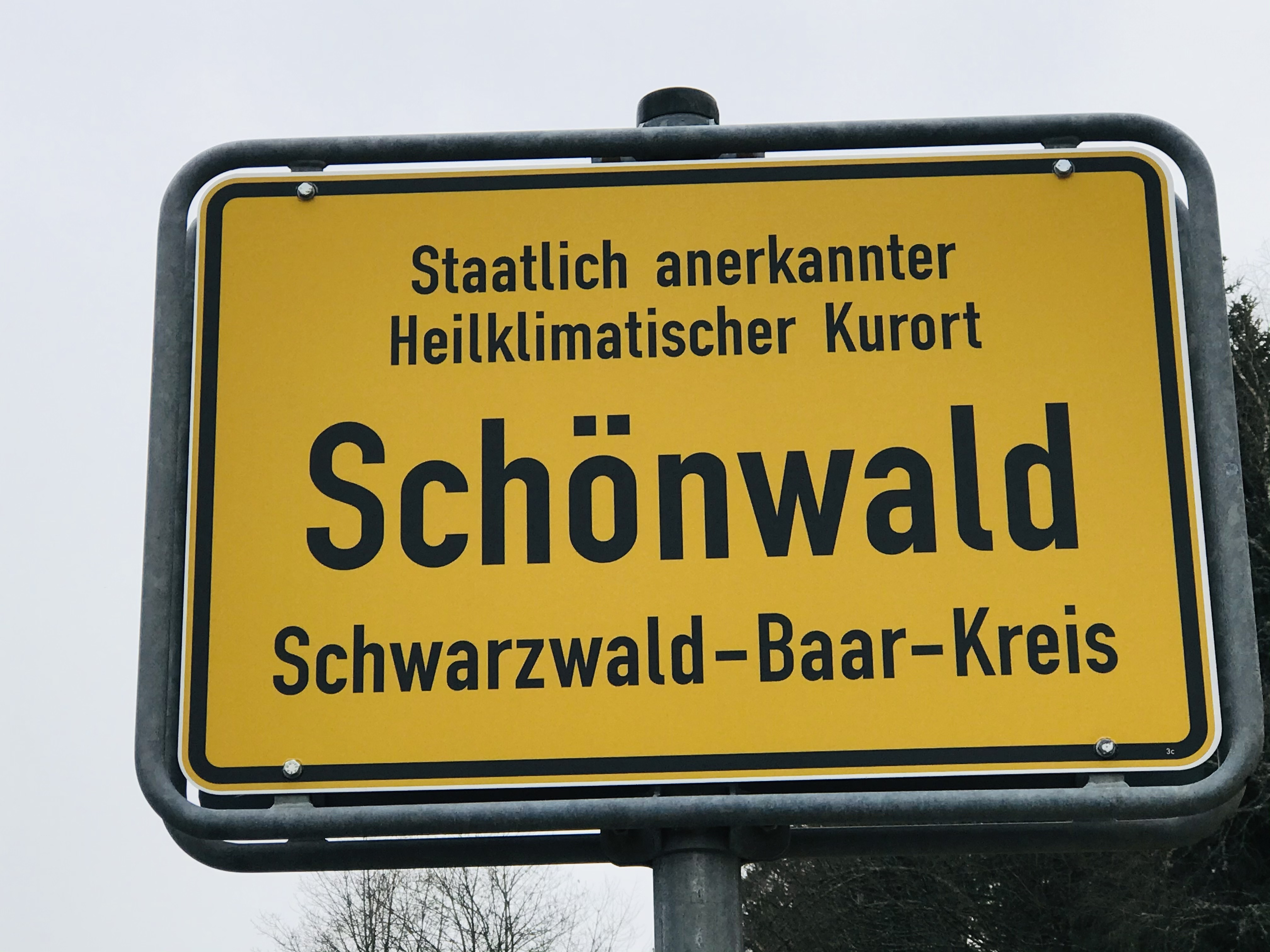
Schönwälder Ortseingangsschild

Schönwald ist durch die Bundesstraße 500 (Freudenstadt–Waldshut) an das überregionale Straßennetz angebunden. Der ÖPNV wird vom Verkehrsverbund Schwarzwald-Baar gewährleistet.

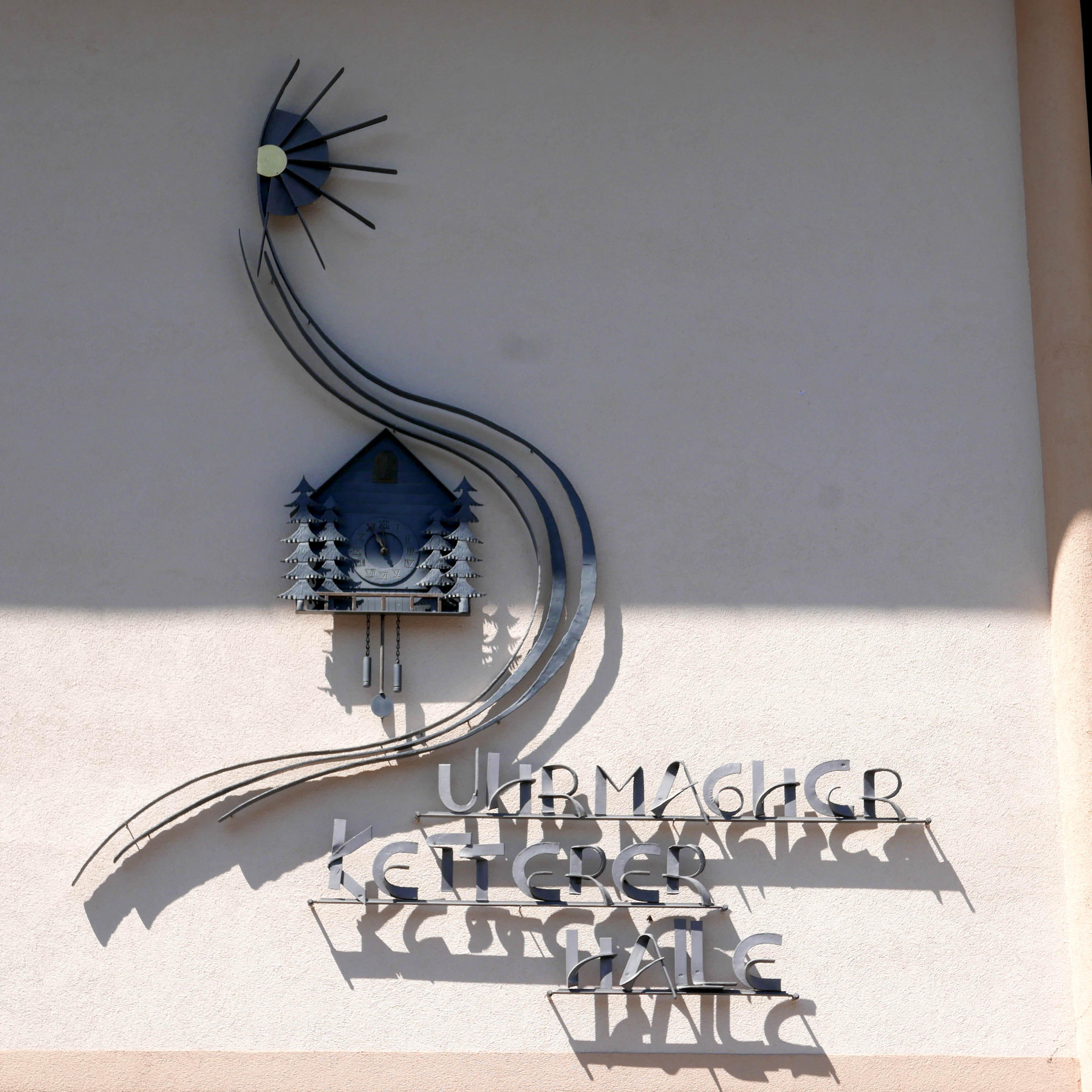
Symbol und Inschrift an der Uhrmacher-Ketterer-Halle

## Persönlichkeiten
- Jacobus Kuner (1668–1744), Präfekt und Präfekt-Obervogt des Obervogteiamts Schönwald
- Franz Ketterer (1676–1749), deutscher Uhrmacher
- Emil Julius Brach (1859–1947), Gründer des US-amerikanischen Süßwarenunternehmens Brach’s
- Karl R. Wehrle (* 1911), Geschäftsführer der Wehrle Uhrenfabrik GmbH in Schönwald und Gemeinderat
- Christof Duffner (* 1971), Skispringer, ist in Schönwald aufgewachsen und mit seiner Familie hier wohnhaft
- Simone Hauswald (* 1979), Biathletin, wohnt in Schönwald
- Michaela Schmidt (* 1983), Skispringerin